# Щемели (Витебская область)
Щемели — исчезнувшая деревня в Городокском районе Витебской области Белоруссии.
Находилась в 6 верстах к востоку от современного посёлка Езерище на берегу озера Езерище.

## История
Деревня отмечена на карте середины XIX века под названием Лубьева (Щемели). В Списке населённых мест Витебской губернии 1906 года как Лубьево (стр.91 №5). Под названием Щемели обозначена на картах РККА 1930-х годов и топографической карте начала 1980-х годов.